# Digital Interface for Video and Audio
Das Digital Interactive Interface for Audio and Video (DiiVA oder DIVA) war ein Vorschlag für einen Anschlussstandard für die Übertragung von digitalen Audio- und Bilderdaten im Heimnutzerumfeld. Die Entwicklung wurde von einem Konsortium asiatischer Elektronikhersteller vorangetrieben, darunter Haier, LG, Samsung, Sony und TCL. LG, Samsung und Sony sind ebenfalls Gründungsmitglieder der HDBaseT Alliance – eines ähnlichen, sich jedoch durchgesetzt habenden Systems.
Der Vorschlag sah die Integration verschiedener Übertragungsstandards vor. So wurden die Prototypen per Splitter mit LAN, USB und digitalen Videosignalen versorgt. DiiVA sollte eine Datenübertragungsrate (von der Quelle zur Anzeige) von bis zu 13,5 Gbit/s unterstützen sowie eine bessere Farbtiefe und höhere Auflösungen bieten als 1080p.
Erstmals vorgestellt wurde DiiVA im Rahmen der Consumer Electronics Show 2009.
Die Entwicklung wurde spätestens nach 2010 eingestellt.